# Ornithogalum niveum
Ornithogalum niveum là một loài thực vật có hoa trong họ Măng tây. Loài này được Sol. mô tả khoa học đầu tiên năm 1789.